# Białaszewo (gromada)
Białaszewo – dawna gromada, czyli najmniejsza jednostka podziału terytorialnego Polskiej Rzeczypospolitej Ludowej w latach 1954–1972.
Gromady, z gromadzkimi radami narodowymi (GRN) jako organami władzy najniższego stopnia na wsi, funkcjonowały od reformy reorganizującej administrację wiejską przeprowadzonej jesienią 1954 do momentu ich zniesienia z dniem 1 stycznia 1973, tym samym wypierając organizację gminną w latach 1954–1972.
Gromadę Białaszewo z siedzibą GRN w Białaszewie utworzono – jako jedną z 8759 gromad – w powiecie grajewskim w woj. białostockim, na mocy uchwały nr 15/V WRN w Białymstoku z dnia 4 października 1954. W skład jednostki weszły obszary dotychczasowych gromad Białaszewo, Białaszewo Kol., Sienickie, Wólka Brzozowa, Sojczynek i Pieniążki ze zniesionej gminy Białaszewo w tymże powiecie. Dla gromady ustalono 9 członków gromadzkiej rady narodowej.
31 grudnia 1959 do gromady Białaszewo przyłączono obszar zniesionej gromady Klimaszewnica, wsie Lipińskie, Gackie, Łojki, Grozimy, Modzele, Brzozowo i Łosewo (Łosiewo) oraz przysiółek Opartowo ze zniesionej gromady Modzele, wieś Ciemnoszyje ze zniesionej gromady Przechody i wsie Godlewo, Zaborowo, Sulewo-Kownaty i Sulewo-Prusy ze zniesionej gromady Sulewo-Kownaty.
1 stycznia 1969 do gromady Białaszewo przyłączono wsie Kudłaczewo i Zalesie z gromady Wąsosz.
Gromada przetrwała do końca 1972 roku, czyli do kolejnej reformy gminnej. Z dniem 1 stycznia 1973 roku reaktywowano gminę Białaszewo.